# Rejestr handlowy
Rejestr handlowy – rodzaj podmiotowego rejestru publicznego.

## Rejestry handlowe w Polsce
W Polsce Rejestr Handlowy został powołany do życia dekretem Naczelnika Państwa z dnia 7 lutego 1919 wraz z rozporządzeniem ministra sprawiedliwości z dnia 22 kwietnia 1919 o rejestrze handlowym i prowadzony był w sądach rejestrowych do 1 stycznia 2001.
Zgodnie z dekretem z 1919 roku Rejestr Handlowy prowadzony był w sądach okręgowych przez sekretarza sądowego pod nadzorem sędziego rejestrowego.
Potrzebę utworzenia odpowiedniego rejestru determinowało wprowadzenie Kodeksu handlowego z dnia 27 czerwca 1934. Kodeks handlowy wprowadził definicję kupca, jako osoby prowadzącej przedsiębiorstwo zarobkowe. Mogła nim być osoba fizyczna i prawna. Kodeks handlowy wprowadził rozróżnienie na kupców podlegających rejestracji oraz niemających takiego obowiązku.
Rejestr handlowy podzielony był na trzy działy: A, B i C:
- Do działu A (określany w skrócie RHA lub RhA) wpisywane były spółki jawne i komandytowe;
- W dziale B (zwanym w skrócie RHB lub RhB) zawarte były dane o spółkach z ograniczoną odpowiedzialnością i spółkach akcyjnych;
- Do działu C (określany w skrócie RHC lub RhC) wpisowi podlegały spółki kapitałowe z udziałem zagranicznym.

Każdy dział rejestru podzielony był na rubryki. Początkowo rejestr handlowy prowadzony był wyłącznie w formie ksiąg, w późniejszym czasie w związku z rozwojem technik komputerowych dane rejestrowe wprowadzane były do systemu informatycznego, jednakże był to system oparty na lokalnej bazie danych – w obrębie jednego sądu rejestrowego.
Dla każdego zarejestrowanego podmiotu prowadzone były odrębne akta rejestrowe, zawierające dokumenty związane z postępowaniem przed sądem rejestrowym w sposób chronologiczny – od pierwszego wpisu.
Rejestr Handlowy zamknięty został z dniem 1 stycznia 2001 roku wraz z powołaniem do życia Krajowego Rejestru Sądowego.
 Zapoznaj się z zastrzeżeniami dotyczącymi pojęć prawnych w Wikipedii.